# Corbenic

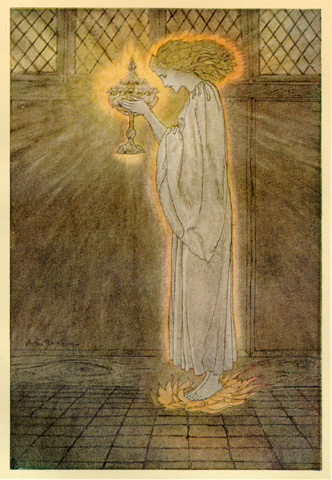
«Com una donzella al Castell de Corbin mira en el Sant Grial i prediu els fets de Galahad». Il·lustració d'Arthur Rackham per al llibre d'Alfred William Pollard (1859 - 1944) La història del rei Artur i els seus cavallers de la Taula Rodona (The Romance of King Arthur and His Knights of the Round Table, 1917).

El castell de Corbenic, també anomenat Carbonek, Corbin, i Corbinec és el castell on es troba el Sant Grial, d'acord amb algunes llegendes del rei Artur. El castell és esmentat en la Vulgata i en La mort d'Artur. És la residència del Rei Pescador, i el lloc de naixement de Sir Galahad.

## Descripció
Com a lloc de repòs del Grial, Corbenic és un lloc ple de meravelles, on hi ha una donzella atrapada en una caldera bullint, un drac i una habitació on les fletxes aguaiten a qui vulgui passar la nit allí. Sir Bors l'anomena el «Castell Aventurós». T. H. White, en la seva obra Camelot, utilitza el nom «Corbenic» per referir-se a l'estatge del rei Pelles, però usa el nom de «Carbonek» per fer el propi amb un altre castell, que és on estaria amagat el Grial.